# Осотянка
Осотянка — річка в Україні, у Черкаському й Кропивницькому районах Черкаської та Кіровоградської областей, права притока Тясмину (басейн Дніпра).

## Опис
Довжина річки 21 км, похил річки — 2,5 м/км. Площа басейну 136 км². Формується з багатьох безіменних струмків та п'яти водойм.

## Розташування
Бере початок у селі Матвіївка. Тече переважно на південний захід у межах сіл Іванівка, Стара Осота та Поселянівка. На околиці села Нова Осота впадає в річку Тясмин, праву притоку Дніпра.